# State of Georgia
State of Georgia es una serie de televisión estadounidense de comedia basada en la película del mismo nombre, estrenada el 29 de junio de 2011 en ABC Family. En Latinoamérica se estrenó el 7 de marzo de 2012 por Sony Spin.

## Desarrollo y producción
La serie originalmente fue llamada The Great State of Georgia. El episodio piloto fue escrito por Jennifer Weiner (In Her Shoes) y Jeff Greenstein (Desperate Housewives), y fue anunciado el 8 de octubre de 2010. En su noche de estreno, la serie tuvo 1.32 millones de espectadores.
Después de protagonizar la película original de ABC Family Revenge of the Bridesmaids, Raven-Symoné entró en un proyecto con la escritora Yvette Lee Bowser para actuar y producir una nueva serie. Las dos partes estaban en negociaciones cuando los gerentes de ABC Family iniciaron Georgia, y el 7 de noviembre de 2010 fue anunciado que ella tendría el papel estelar en la serie. El 31 de enero de 2011, se reveló que ABC Family había aprobado la serie y que doce episodios (con el piloto) habían sido ordenados.

### Cancelamiento
El 16 de septiembre de 2011 ABC Family canceló la serie, terminando con un promedio de .72 millones de espectadores.

## Trama
Georgia Chamberlain (Raven-Symoné), una exuberante y voluptuosa cantante del sur trata de brillar en el mundo de la actuación en la ciudad de Nueva York. Jo Pye (Majandra Delfino), mejor amiga de Georgia, es una chica que adora la ciencia que también trata de tener éxito en la gran manzana. Ambas viven en el departamento de la tía de Georgie, la tía Honey (Loretta Devine), quien es una mujer rica con una vida sexual activa y siempre da consejos a las chicas.

## Reparto
- Raven-Symoné como Georgia Chamberlain.
- Majandra Delfino como Jo Pye.
- Loretta Devine como Tía Honey.
- Kevin Covais como Lewis.
- Hasan Minhaj como Seth.
- Jason Rogel como Leo.

## DVD
El lanzamiento a la venta de la primera temporada fue distribuida a través de Buena Vista..
Todos los episodios de la serie están disponibles a la venta en iTunes Store, donde se puede comprar la temporada completa o adquirir cada episodio individualmente. Los episodios "Piloto" y "Flavor of the Week" pudieron ser descargados gratis en iTunes el 7 de julio de 2011.

## Nominaciones
| Año  | Premio             | Categoría                           | Artista      | Estatus  |
| ---- | ------------------ | ----------------------------------- | ------------ | -------- |
| 2011 | Teen Choice Awards | Estrella de TV del Verano: Femenina | Raven-Symoné | Nominado |